# Place de la Perle (Manama)
Pour les articles homonymes, voir Rue de la Perle.
La place de la Perle ou rond-point de la Perle, en arabe, دوار اللؤلؤ, dawār al-luʾluʾ, carrefour Al Farooq depuis 2011, est un carrefour du centre de Manama, la capitale de Bahreïn. Avant le 18 mars 2011, il était constitué d'un rond-point au centre duquel s'élevait le monument de la Perle.

## Localisation
Le carrefour est situé au centre de Manama. Il est entouré par le marché central de Bahreïn au sud-est, une marina au nord-est, le City Center au nord-ouest et un complexe d'habitations de luxe nommé d'après le monument à l'ouest, Abraj Al-Lulu (les tours de la Perle). Plusieurs lieux importants de la ville sont situés à proximité, comme le Bahrain World Trade Center et le Bahrain Financial Harbour.
Le carrefour était à l'origine un important rond-point mais il est désormais remplacé par un échangeur comportant une voie surélevée.

## Monument

### Description

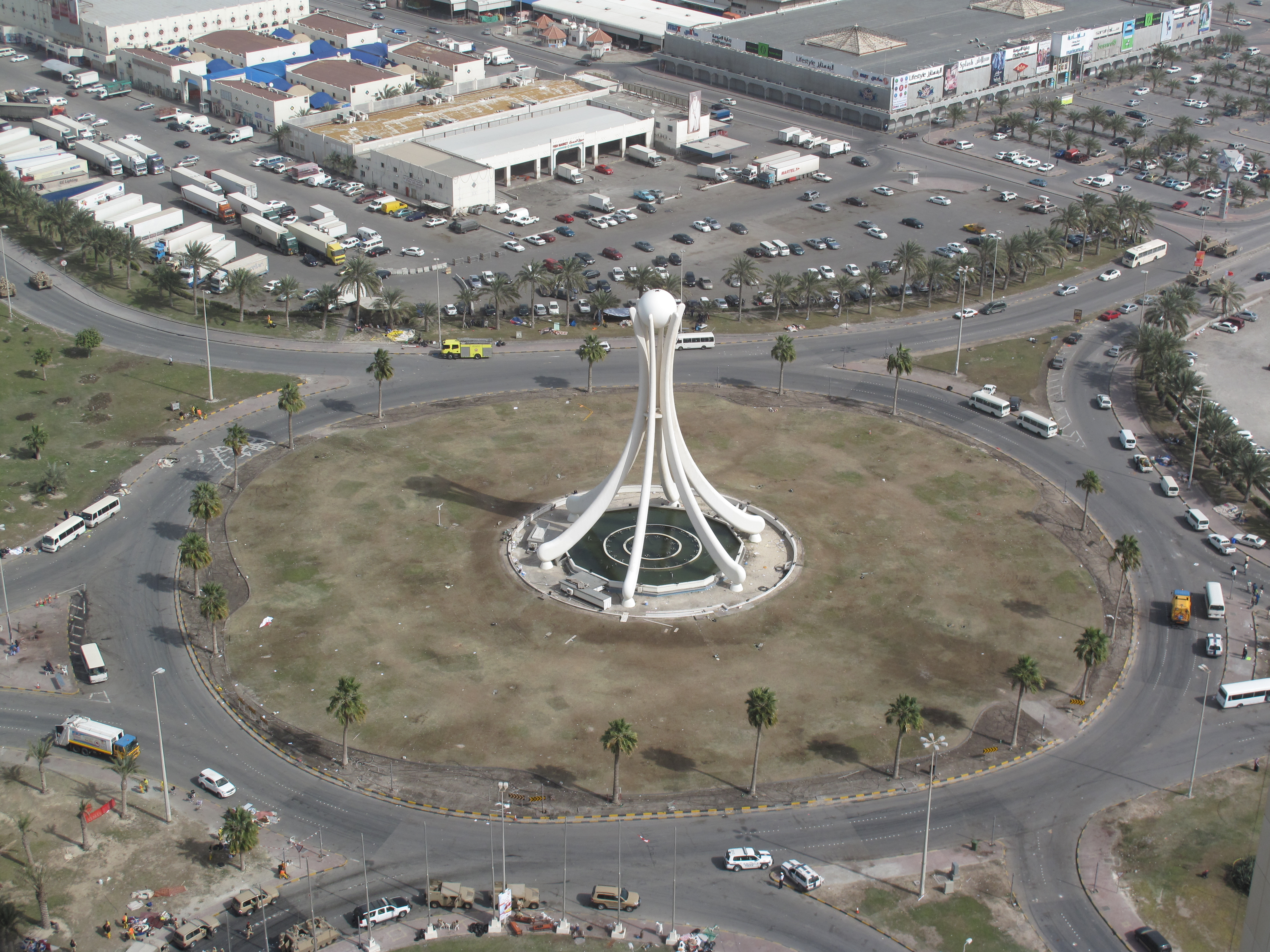
La place de la Perle avant la destruction du monument et la modification du carrefour le 18 mars 2011.

Avant sa destruction le 18 mars 2011, le rond-point possède en son centre un monument, le monument de la Perle. Il comporte six voiles de boutres blanches en béton qui s'élèvent vers le ciel et supportent une perle à leur sommet ; les six voiles symbolisent les six pays membres du Conseil de coopération du Golfe (Arabie saoudite, Bahreïn, Émirats arabes unis, Koweït, Oman, Qatar) et la perle leur héritage commun. Elle rappelle que la pêche à la perle fut longtemps une activité majeure dans cette partie du monde,,. À la base du monument se trouvait un bassin dodécagonal avec des jets d'eau. Depuis 2000, le monument figure de façon stylisée sur la face de la pièce de 500 fils, la pièce bahreïnie de plus importante valeur.

### Destruction

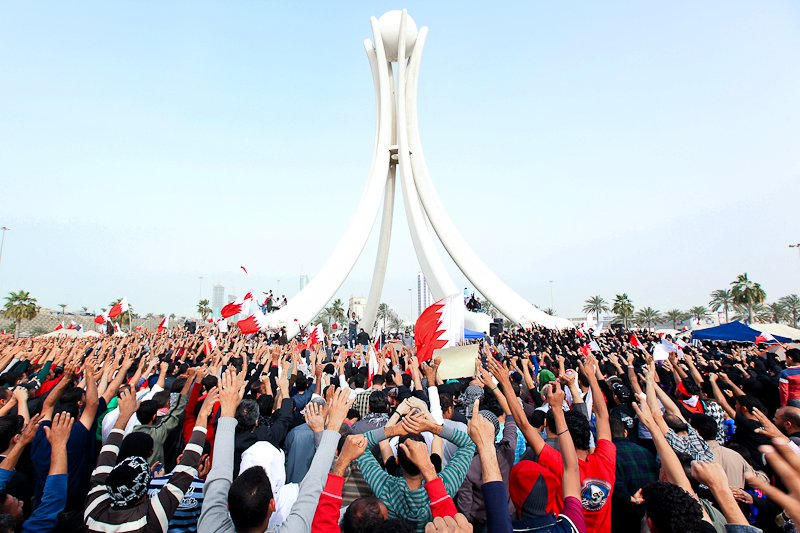
La place de la Perle pendant les manifestations de 2011.

L'espace public à la base du monument est le site des protestations ayant lieu à Manama en 2011. Il a été comparé à la place Tahrir au Caire, le site principal des manifestations lors de la révolution égyptienne de 2011,. À la suite des manifestations et de la répression par le pouvoir en place, la structure portant la perle est détruite le 18 mars au matin afin d'effacer ce qui était devenu un symbole du mouvement de contestation,,. La télévision d'État BTV annonce que le monument a été « violé » et « désacralisé » par les « infâmes » manifestants et qu'il fallait le « nettoyer ».